# 基希貝格山
47°12′7″N 15°20′7″E / 47.20194°N 15.33528°E

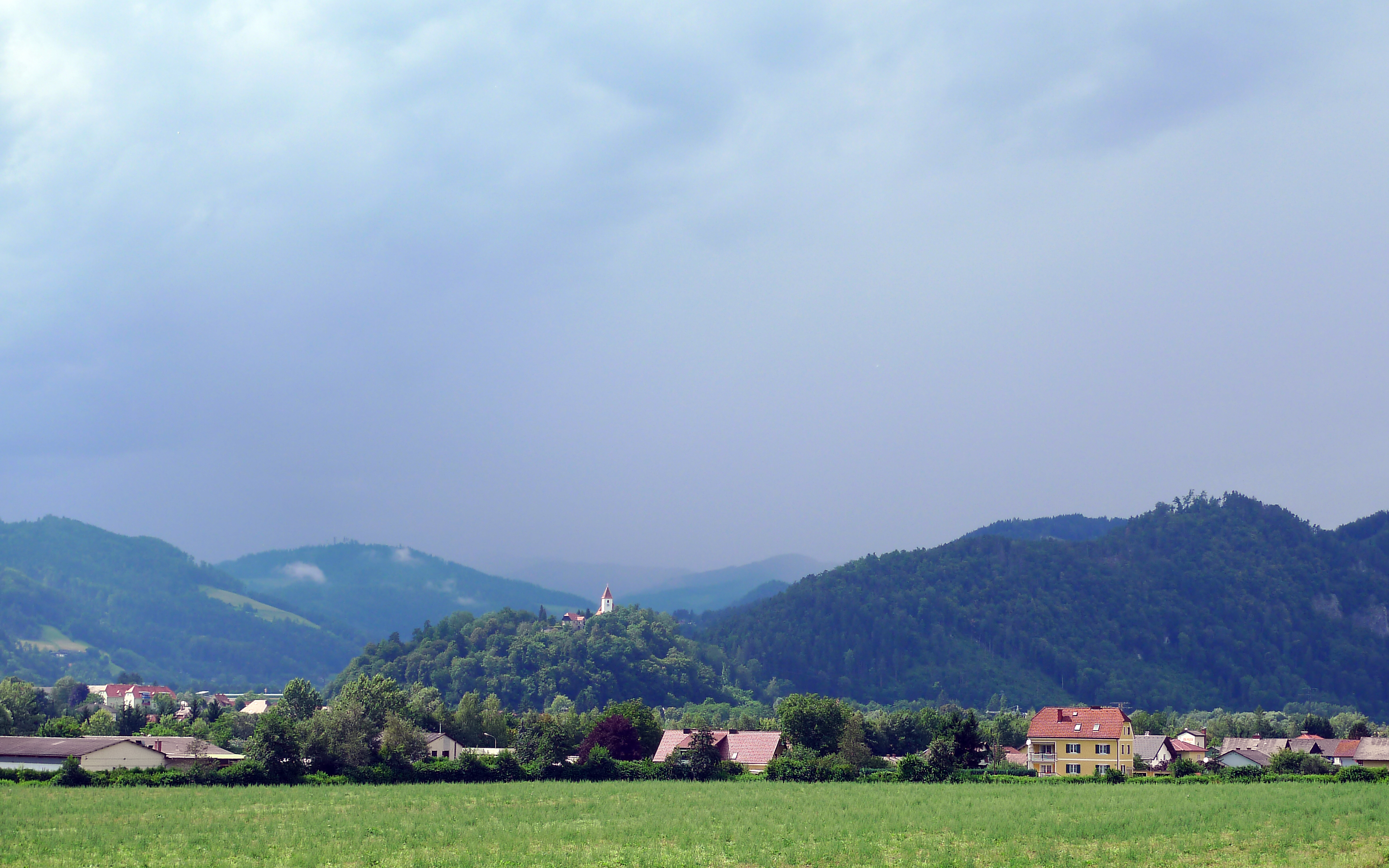

基希貝格山（德語：Kirchberg），是奧地利的山峰，位於該國東南部，由施泰爾馬克州負責管轄，屬於拉萬塔爾阿爾卑斯山脈的一部分，海拔高度473米，山體在古生代時期形成。